# Richard Jacobi
Simon Richard Jacobi (* 29. November 1850 in Berlin; † 11. Mai 1916 in Berlin), meist Richard Jacobi, war ein deutscher Journalist. Als Chefredakteur prägte er von 1890 bis 1912 die bedeutende nationalliberale Tageszeitung Hannoverscher Kurier.

## Leben
Seine Eltern waren Wilhelm Heinrich Eduard Jacobi (* 1806; † 6. Oktober 1877 in Wien) und Christiane Auguste Friederike Grass (* 1823; † 30. Januar 1887 in Wien). Er wurde am 30. Januar 1851 in der evangelischen Berliner Kirche St. Matthäus getauft. Seine Geschwister waren Hugo Jacob Albert Wilhelm Heinrich Jacobi (* 1842; † 4. November 1906), Louis Moritz Eduard Walter Jacobi (* 13. Juni 1852; † 4. April 1906 in Cleveland, USA), Anna Therese Martha Jacobi (* 25. Oktober 1860; † 12. Juli 1863 in Wien).
Sein älterer Bruder Hugo Jacobi wurde ebenfalls ein bedeutender politischer Journalist, unter anderem Chefredakteur der Tageszeitungen Münchner Allgemeine Zeitung (bis 1892) und Berliner Neueste Nachrichten (1893–1902).
Jacobi studierte an der Universität Wien und der Rheinischen Friedrich-Wilhelms-Universität Bonn klassische Philologie und antike Geschichte. Von 1872 bis 1874 gehörte er zum historischen Verein des „Bonner Kreis“, einer Art informeller Studenten- und Ehemaligenverbindung der philologischen und historischen Fächer. Noch als Student arbeitete an einer Fachzeitschrift für klassische Philologie mit. 1874 wurde Jacobi an der Philosophischen Fakultät der Universität Bonn zum Doktor der Philosophie (Dr. phil.) promoviert. Er verfasste seine Doktorarbeit in lateinischer Sprache: De Festi breviarii fontibus beschäftigte sich mit dem römischen Geschichtsschreiber und Prokonsul Rufus Festus, dessen Hauptwerk Breviarium rerum gestarum populi Romani, das um das Jahr 369 n. Chr. entstand, und dessen Quellen, insbesondere den Chroniken von Florus und Eutropius.
Am 7. Oktober 1886 heiratete Jacobi, 35 Jahre alt, in Karlsruhe die neun Jahre ältere Christine Luise Massing (* 12. September 1841; † 1897) aus Biebrich, Tochter des katholischen Offizianten Rudolf Massing und Katharine Eleonore Massing. Seine Ehefrau starb 1897 mit nur 56 Jahren.
Fünf Jahre nach dem Tod seiner Frau, nun war er 53 Jahre alt, heiratete er in der Dreifaltigkeitskirche in Hannover die erst 26 Jahre alte Emilie „Emmy“ Leonie Jacobi, geborene Schreiber (* 14. Dezember 1877 in Straßburg; † 6. Juni 1948 in Vevey, Schweiz), Tochter des verstorbenen königlich-preußischen Hauptmanns Christian Wilhelm Schreiber und der Zelina Modesta Clairguemort. Emmy sollte ihn um drei Jahrzehnte überleben und noch zwei Mal heiraten.
1912 beendete er seine Berufstätigkeit und ging in den Ruhestand. Er blieb zunächst in Hannover, zog dann aber mit seiner Ehefrau Emilie in eine Villa in der Spandauer Straße 17 in Berlin-Zehlendorf. Er starb nach mehrwöchiger Krankheit 1916 im Stubenrauch-Kreiskrankenhaus Lichterfelde im Alter von nur 65 Jahren. Seine Witwe Emilie heiratete am 2. März 1918 den langjährigen Berlin-Korrespondenten des Kurier, Richard Bahr. Beide wurden Namensgeber der 1955 gegründeten Richard & Emmy Bahr-Stiftung mit Sitz in Schaffhausen (Schweiz).

## Journalismus und Politik
Über sein Leben und seine berufliche oder schriftstellerische Tätigkeit zwischen 1874 und 1886 ist nichts bekannt. Vermutlich übte er eine journalistische Tätigkeit aus, die ihn nach Straßburg und Karlsruhe führte.
Jacobi war mindestens ab 1886 Redakteur eines offiziösen wöchentlichen Regierungsblatts in Straßburg. Die seit 1884 im Auftrag des Ministeriums für das Reichsland Elsaß-Lothringen herausgegebenen Landes-Zeitung für Elsaß-Lothringen war Nachfolgerin der auch schon offiziösen Elsaß-Lothringischen Zeitung (gegründet 1879), nannte sich aber nun auch noch ausdrücklich „amtlich“. Damit sank die Akzeptanz, und die Wochenzeitung wurde zum 1. Oktober 1889 eingestellt. Jacobi trat sofort nach Einstellung der Zeitung als Herausgeber des Pressedienstes Straßburger Korrespondenz auf, der am 4. Oktober 1889 erstmals erschien. Zwei- bis dreimal wöchentlich belieferte seine Agentur alle Zeitungsredaktionen im Reichsland mit diesem Artikeldienst – und zwar gratis. Die Finanzierung erfolgte offensichtlich durch das Ministerium, um weiterhin amtliche Tendenz zu streuen.
Die Straßburger Korrespondenz bot Jacobi keine weiteren Möglichkeiten. Kurze Zeit später wechselte er in die preußische Provinz Hannover zur Tageszeitung Hannoverscher Courier (ab August 1914 wegen des Kriegs eingedeutscht: Kurier), die seit 1854 erschien. Er gehörte der Redaktion bereits mehrere Monate lang an, als er vom Verlag der Gebrüder Jänecke am 1. Oktober 1890 zum Chefredakteur berufen wurde, zugleich verantwortlich für Politik und Handelsteil. Neben ihm zeichnete als sein Stellvertreter Robert Kohlrausch für Feuilleton und Vermischtes verantwortlich.
Als Chefredakteur (Hauptschriftleiter) prägte er das nationalliberale Profil der Zeitung weit über Norddeutschland hinaus und galt als führende Stimme der Nationalliberalen Partei im Sinne des Parteigründers Rudolf von Bennigsen, ebenfalls ein Niedersachse. Von 1898 bis 1911 war Jacobi Mitglied des Zentralvorstands der Partei.
Als Chefredakteur des bedeutendsten Blattes der preußischen Provinz Hannover wuchs Jacobi fast automatisch eine Führungsrolle zu, als sich Journalisten zu Berufsvereinigungen zusammenschlossen. Er war Vorsitzender des Verbands „Niedersächsische Presse“ und 1910 Mitgründer und Vorstandsmitglied des Reichsverbands der Deutschen Presse (RDP). 1912 wurde er Ehrenmitglied.

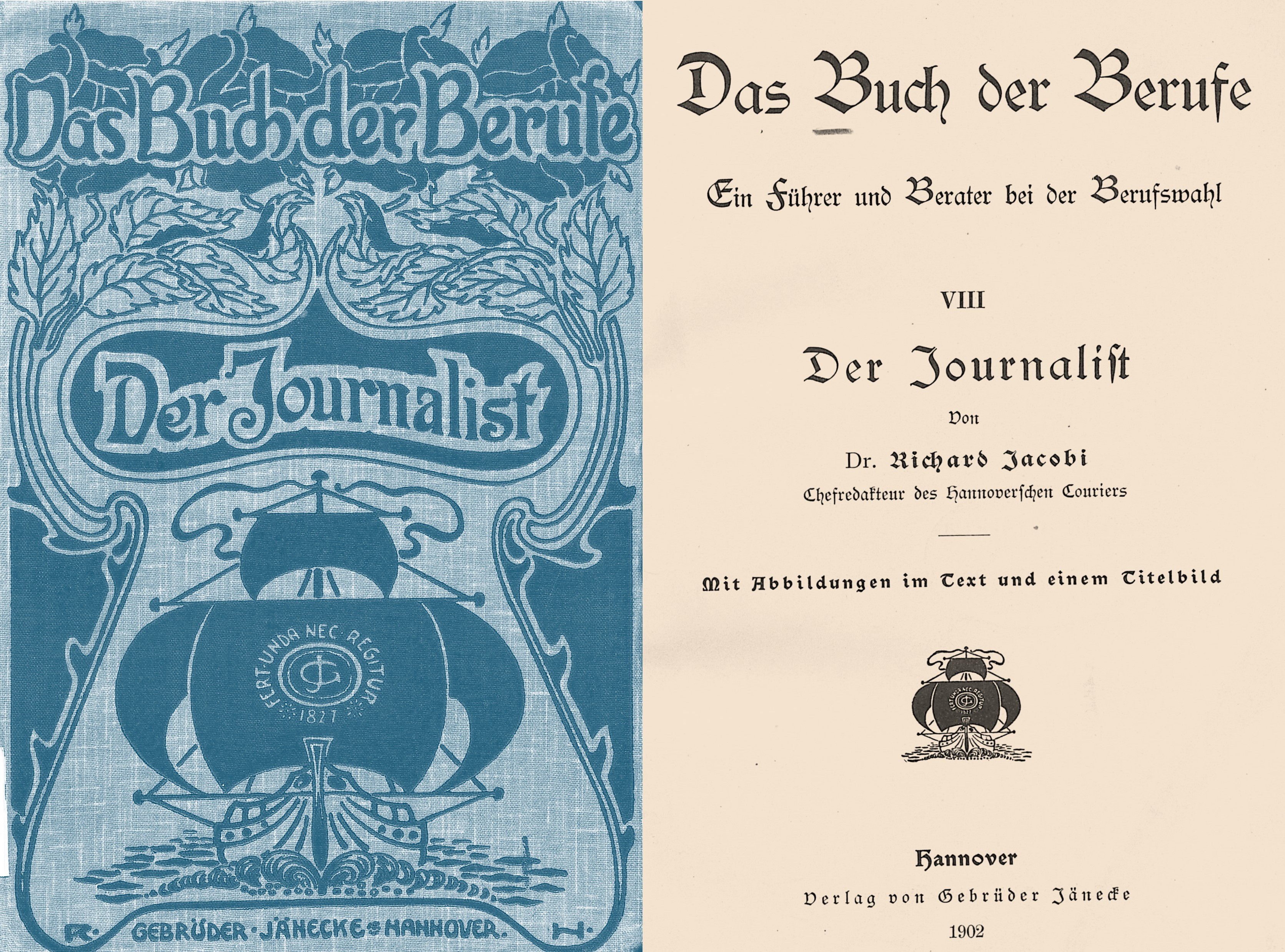
Einband und Titelblatt von Richard Jacobis Einsteigerbuch Der Journalist, das 1902 im Verlag des Hannoverschen Couriers erschien

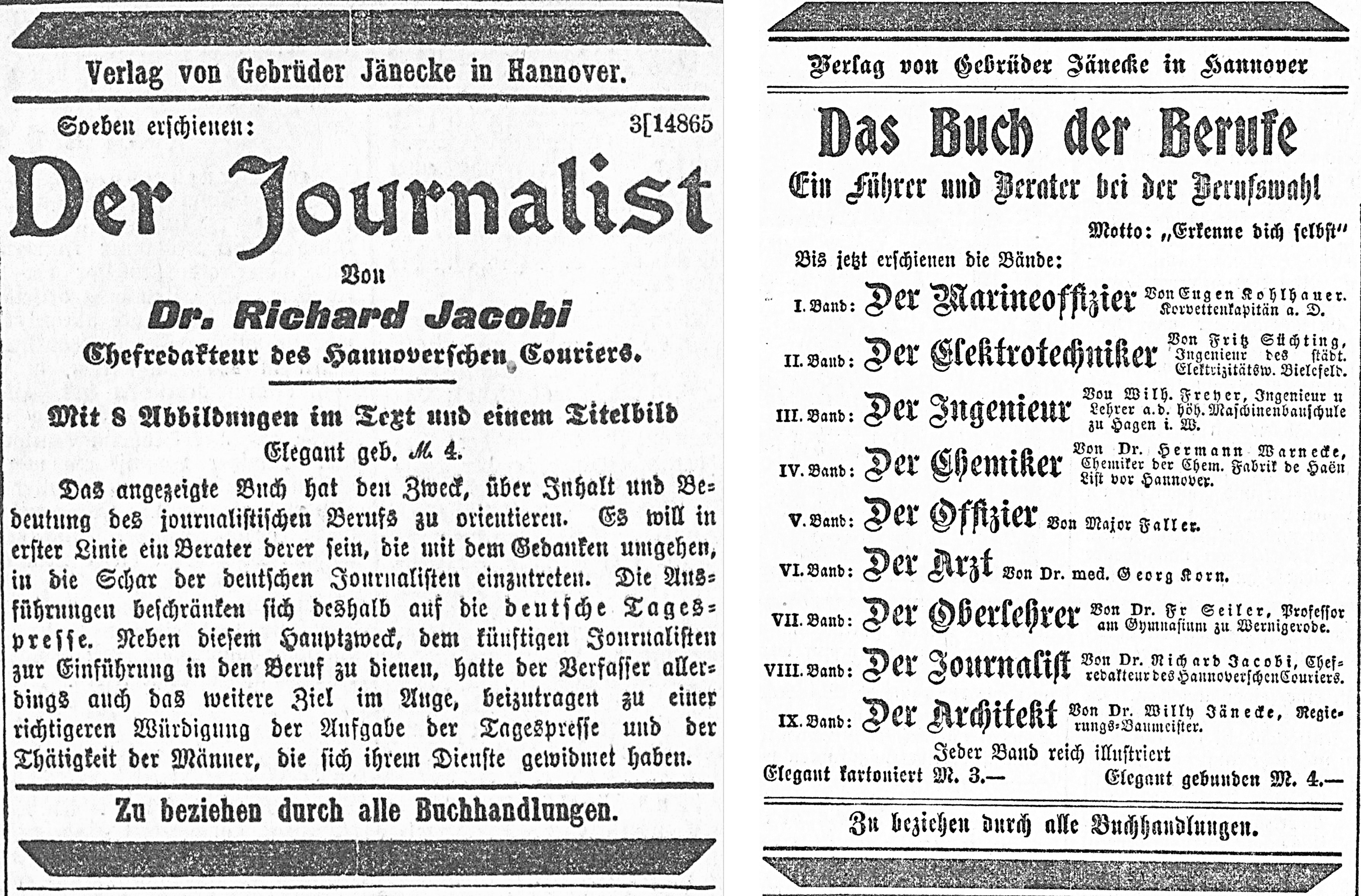
Zeitungsanzeigen im Hannoverschen Courier für Richard Jacobis Band 8 in der Buchreihe Das Buch der Berufe vom 29. Mai (links) und 12. Dezember 1902.

Er veröffentlichte 1902 eines der ersten, zugleich populärsten Handbücher für Berufseinsteiger, Der Journalist. In der Reihe „Das Buch der Berufe – ein Führer und Berater bei der Berufswahl“ im Verlag seiner Zeitung. Es erhielt viele positive Besprechungen (auch im Vergleich mit dem zeitgleich erschienenen Handbuch der Journalistik des Leiters der Journalistenschule Berlin, Richard Wrede) und erreichte einen hohen Bekanntheitsgrad. In der Mediengeschichte wird es bis heute häufig zitiert, um die Entwicklung und Professionalisierung des deutschen Journalismus um die Jahrhundertwende zu illustrieren.
Am 31. März 1912 nahm er nach mehr als 30 Berufsjahren als Redakteur und 22 Jahren als Kurier-Chefredakteur seinen Abschied aus gesundheitlichen Gründen. Seine Zeitung widmete ihm auf der Titelseite einen prominenten Leitartikel.
Er beschäftigte sich mit politik- und medienhistorischen Themen und schrieb kleinere Aufsätze. Während der Kriegsjahre 1914–16 steuerte er mehrere Pamphlete zur Reihe „Wegweiser für das werktätige Volk“ und weiteren Publikationsserien des nationalliberalen Verlegers Hermann Kalkoff bei, insbesondere beteiligte er sich an der Diskussion der Kriegsziele sowie um die Wirkung von Propaganda.
Nach seinem Tod erschienen zahlreiche Nachrufe in der Tages-, Wochen-, Verbände- und Fachpresse. Das Hamburger Fremdenblatt nannte ihn in einem Nachruf „eine Zierde des deutschen Journalismus“, durch sein Wissen, seinen Idealismus, seine Toleranz und seinen Gerechtigkeitssinn den „geborenen Führer der niedersächsischen Presse“.

## Werke (Auswahl)
- Jacobi, Richard (1902). Der Journalist. Reihe Das Buch der Berufe. Ein Führer und Berater bei der Berufswahl, Band VIII. Hannover, Verlag von Gebrüder Jänecke. [228 Seiten] [Digitalisat Internet Archive] [als PDF] [Google Play Books]
- Jacobi, Richard (1914, 10. Mai). „Geschichte und Bedeutung der nationalliberalen Presse“. Nationalliberale Blätter, 26. Jg., Nr. 19, S. 451ff.
- Jacobi, Richard (1914, 1. November). „Die öffentliche Meinung“ [Literarische Umschau, Rezension Wilhelm Bauer, Die öffentliche Meinung und ihre geschichtlichen Grundlagen]. Kölnische Zeitung, Nr. 1196, Erste Morgenausgabe, S. 7. [Digitalisat Zeitungsportal]
- Jacobi, Richard (1915). Emanuel Geibel, des Reiches Herold. Berlin : Reichsverlag.
- Jacobi, Richard (1915). Einkehr. Berlin : Reichsverlag.
- Jacobi, Richard (1915). Nach dem Frieden. Berlin : Reichsverlag.
- Jacobi, Richard (1915). Deutsche Ziele. Berlin : Reichsverlag.
- Jacobi, Richard (1915). Im Kampf mit der Kriegslüge. Berlin : Reichsverlag. [Inhaltsverzeichnis Digitalisat DNB]